# Ujedinjeni Hrvati
Die Ujedinjeni Hrvati (Vereinigte Kroaten), auch Ujedinjeni Hrvati Njemačke (UHNj) bzw. Bund der vereinigten Kroaten Deutschlands e. V., war eine 1952 in Westdeutschland von Kroaten im Exil gebildete und weltweit aktive terroristische Vereinigung mit Sitz in München. Sie zielte auf einen gewaltsamen Sturz Jugoslawiens und die Errichtung eines unabhängigen Großkroatiens.
Die UHNj war ein Ableger der von Ante Pavelić gegründeten Kroatischen Befreiungsbewegung (HOP).

## Geschichte
Die UHNj wurde 1952 vom kroatischen Geistlichen Stjepan Kukolja (* 1907) im Valka-Lager in Nürnberg gegründet. Ende der 1950er-Jahre stieg die Zahl der Mitglieder aufgrund der gestiegenen Zahl kroatischer Auswanderer. Laut Kukolja orientierte sich die Mehrheit der UHNj-Mitglieder ideologisch an Pavelić und der von ihm gegründeten Ustascha-Bewegung bzw. bestand aus früheren Ustaschas.
In den frühen 1960er-Jahren war die UHNj die größte und stärkste kroatische Exilorganisation in Europa.
Um seinen Einfluss zu erhöhen, gründete Pavelić 1958 einen europäischen Dachverband der verschiedenen kroatischen Exilgruppen, dem Mitglieder des UHNj vorstanden. Kukolja wurde zum Ehrenvorsitzenden ernannt.
Später etablierte sich eine weitere Gruppe in Frankreich (Ujedinjeni Hrvati Francuske) und 1973 in Australien mit etwa 50 Mitgliedern sowie ein europäischer Dachverband (Ujedinjeni Hrvati Europe).

## Schriften
- Nahid Kulenović (Hrsg.): Hrvatska sloboda - Glas Ujedinjenih Hrvata u Evropi (Die Kroatische Freiheit - Die Stimme der Vereinigten Kroaten in Europa). München (Monatszeitung, ab September 1965).